# شهرستان جی (شانشی)
شهرستان جی (به انگلیسی: Ji County) یک شهرستان در چین است که در لینفن واقع شده‌است.